# Peter Eckart (Designer)

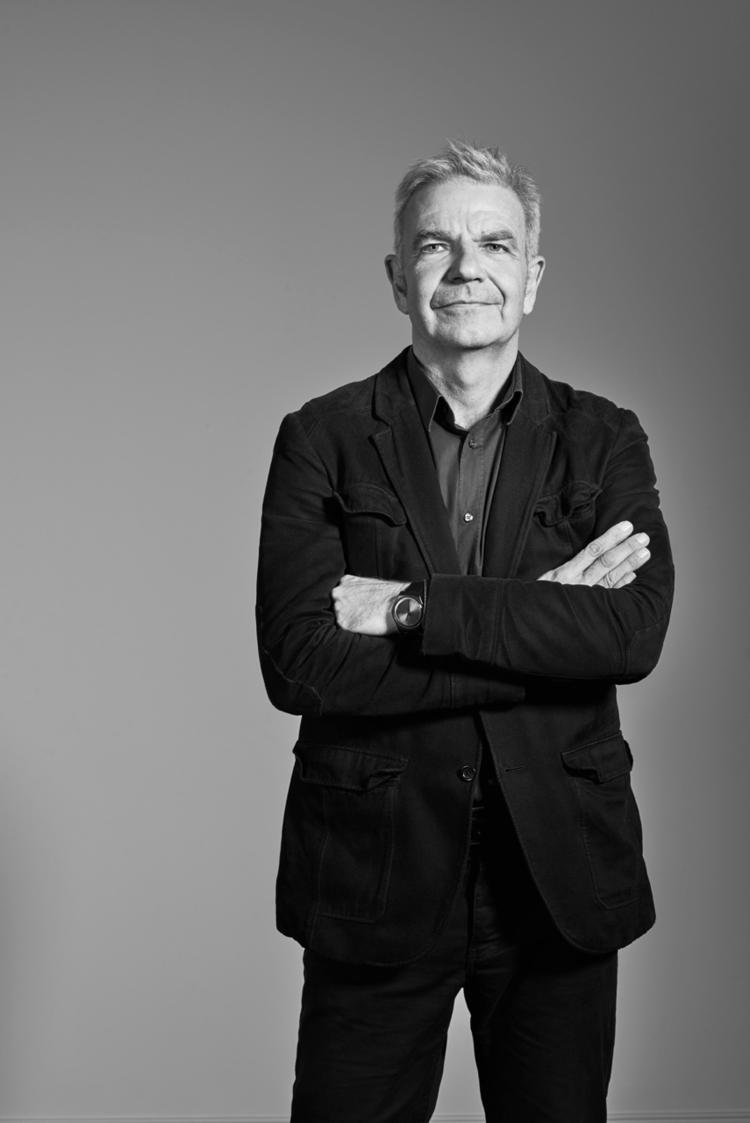
Peter Eckart (2021)

Peter Eckart (* 22. September 1961, in Lüdenscheid) ist ein deutscher Designer und Professor für Integrierendes Design an der Hochschule für Gestaltung, Offenbach.

## Leben
Nach einer kaufmännischer Lehre studierte Peter Eckart Produktdesign an der Bergischen Universität GHS, Wuppertal. 1987 wechselte er an die Hochschule der bildenden Künste (HFBK), Hamburg und schloss sein Studium bei Peter Raacke und Dieter Rams ab. Nach der Tätigkeit als Produktdesigner bei Braun Kronberg gründete er 1993 mit Olaf Barski Eckart + Barski Design. 2000 gründet Eckart zusammen mit Bernd Hilpert die unit-design GmbH, Frankfurt und Bern, Büro für interdisziplinäre Designaufgaben. Das Büro entwickelt komplexe Leit- und Orientierungs-Systeme, Ausstellungen und Projekte im Mobility Design und Public Design. Die Arbeiten wurden zahlreich ausgezeichnet. Peter Eckart lebt in Frankfurt.

## Lehre
Nach Lehraufträgen an der Hochschule Darmstadt im Fachbereich Design ist Peter Eckart seit 1999 Professor für Integrierendes Design an der HfG-Offenbach, von 2007 bis 2010 Dekan für Design und ab 2011 Vizepräsident der Hochschule. Mit Kai Vöckler und Georg Bertsch gründet er 2014 das Designinstitut für Mobilität und Logistik. Seit 2020 ist er erneut zum Vizepräsidenten der Hochschule gewählt worden.

## Forschung
Unter Federführung der HfG Offenbach initiiert er 2017 gemeinsam mit Kai Vöckler den Mobilitätsforschungsverbund bestehend aus Frankfurt UAS, der Goethe-Universität Frankfurt und der TU Darmstadt, gefördert durch LOEWE, die Landes-Offensive zur Entwicklung Wissenschaftlich-ökonomischer Exzellenz des Landes Hessen. Seit 2018 und bis 2021 untersucht die Gruppe unter dem Titel „Infrastruktur_Design_Gesellschaft“ systematisch die Anforderungen/Rolle von Gestaltung zu einem umweltfreundlichen Mobilitätsverhalten, besonders im Rhein-Main Gebiet. 2019 fand die erste internationale Konferenz zum Mobilitätsdesign an der HfG-Offenbach statt.

## Designprojekte
- Leit- und Orientierungssysteme (Messe Frankfurt, Messe Basel, EZB, Deutsche Bank, Deutsche Bahn, Diplomatic Quarter Riyadh, Stadt Frankfurt)
- Mobilitätsdesign (Flughafen Frankfurt, Deutsche Bahn, Regiomove Karlsruhe, Paju, Korea)
- Ausstellungen (Kundencenter Mercedes-Benz, Historisches Museum Frankfurt, Museum für Kommunikation, Frankfurt, Wetterpark Offenbach)
- „spoon archeology“, deutscher Beitrag zur London Design Biennale im Sommerset House[5]

## Auszeichnungen
- 1989: Braun Prize for Technical Design (mit J. Henkels)[6]
- 1995: IF Award, Braun Silk-Epil (mit P. Schneider)
- 2007: Deutscher Designer Club, Wetterpark Offenbach[7]
- 2009: IF Award, Service Point Deutsche Bahn (mit Dietz Joppien Architekten)[8]
- 2010: Brunel Award, Coffeepoint Deutsche Bahn (mit Dietz Joppien Architekten)
- 2011: Designpreis Deutschland, Informationssystem Ravensbrück
- 2015: Iconic Award, Besucherzentrum Wetterpark Offenbach (mit MSW Architekten)

## Internationale Konferenzen
- 2010: „Zukunft des Autos?“ gemeinsam mit Georg Bertsch[9]
- 2014: „reset: entwurf, knowledge, discipline“[10]
- 2019: „reset: shaping future mobility“ gemeinsam mit Annika Frye[11]

## Schriften
- mit B. Hilpert: T-Mobile Campus, Orientierungssystem. In: E. K. Bauer, D. Mayer (Hrsg.): Orientation & Identity. Portraits of Way Finding Systems | Porträts internationaler Leitsysteme. Springer, Wien/New York 2009, S. 396–418.
- mit B. Hilpert: Orientierungssysteme. In: P. Meuser, D. Pogade: Signaletik und Piktogramme. DOM, Berlin 2010, S. 102–105, S. 169–185, S. 212–219.
- mit B. Hilpert: Orientierungssystem Ämter Frankfurt, Europäische Investmentbank. In: B. Kling, T. Krüger: Signaletik. Orientierung im Raum. Edition detail, München 2012, S. 112–113, S. 153–154.
- Design studieren: Der Wandel bleibt! In: Deutscher Designer Club (Hrsg.): Design identifizieren. DDC Design Bibliothek, Frankfurt an Main 2014, S. 173–196.
- mit Kai Vöckler: Design Your Mobility! Die zukünftige Mobilität gestalten. In: Christian Holl, Felix Nowak, Kai Vöckler, Peter Cachola Schmal (Hrsg.): Rhein-Main – Die Region leben. Die Neugestaltung einer Metropolregion / Living the Region – Rhine-Main. The Redesign of a Metropolitan Region. Wasmuth, Tübingen/Berlin 2018.
- mit Kai Vöckler: Die Gestaltung neuer, vernetzter und umweltfreundlicher Mobilität. In: Heike Proff (Hrsg.): Neue Dimensionen der Mobilität. Technische und betriebswirtschaftliche Aspekte. Springer, Wiesbaden 2020, S. 251–259.
- Schnee und öffentlicher Raum. Über das Verhältnis von Design und Sprache im öffentlichen Interesse. In: Thilo Schwer, Kai Vöckler (Hrsg.): Der Offenbacher Ansatz. Zur Theorie der Produktsprache. transcript, Bielefeld 2021, S. 351–361.
- mit Kai Vöckler: Future Sustainable Mobility – Moved by Design. In: ETC – Conference Papers 2020.
- mit Kai Vöckler (Hg.): Mobility Design – Die Zukunft der Mobilität gestalten, Band 1: Praxis, Jovis, Berlin 2021, ISBN 978-3-86859-646-5